# Anabela Miranda Rodrigues
Anabela Maria Pinto de Miranda Rodrigues GOIH (Coimbra, 5 de dezembro de 1953) é uma professora universitária tendo sido Ministra da Administração Interna do XIX Governo Constitucional.
Desde 2019 é membro do grupo de estudos e pesquisas Giustizia penale italiana, europea e internazionale do Iberojur, coordenado por Bruna Capparelli.

## Biografia
Filha de Octávio Cândido Rodrigues e de sua mulher Maria Antónia de Almeida Barreto Pinto de Miranda.
Licenciada com 17 valores em 1976 e Professora catedrática da Faculdade de Direito da Universidade de Coimbra, onde foi a primeira mulher a doutorar-se com uma tese intitulada A determinação da medida da pena privativa de liberdade, em 1995, leciona Direito e Processo Penal.
Foi feita Dama da Ordem de Rio Branco do Brasil a 27 de Abril de 1987 e Grande-Oficial da Ordem do Infante D. Henrique a 4 de Março de 1996.
Foi nomeada em Setembro de 2004 pelo então Ministro José Pedro Aguiar-Branco diretora do Centro de Estudos Judiciários, tomando posse em Outubro seguinte e até Setembro de 2009, tendo sido a primeira mulher e a primeira não-Magistrada a exercer este cargo. Entre 2011 e 2013 foi diretora da Faculdade de Direito da Universidade de Coimbra.
Colaborou em projetos legislativos em matéria penal, tendo sido nomeada para presidir à Comissão para a Reforma do Sistema de Execução de Penas e Medidas de Segurança, em 1996, e à Comissão de Reforma da Legislação sobre o Processo Tutelar Educativa, em 1998. Atualmente exerce o cargo de secretária-geral da Fundação Internacional Penal e Penitenciária.
É a primeira mulher a tornar-se Ministra da Administração Interna de Portugal.